# Caquetaia spectabilis
Caquetaia spectabilis är en fiskart som först beskrevs av Steindachner, 1875.  Caquetaia spectabilis ingår i släktet Caquetaia och familjen Cichlidae. Inga underarter finns listade.